# Ridderorden in Gabon
Na de onafhankelijkheid van Frankrijk in 1959 heeft de Republiek Gabon drie ridderorden ingesteld.
- De Orde van de Equatoriale Ster (Frans: "Ordre de l'Etoile Equatoriale") 1959
- De Nationale Orde van Verdienste (Frans: "Ordre National du Mérite") 1971
- De Orde van het Nationaal Onderwijs (Frans: "Ordre de l'Education Nationale") 1959